# IMAM Ro.44
IMAM Ro.44 byl italský jednomístný plovákový stíhací letoun odvozený z průzkumného letounu IMAM Ro.43, který poprvé vzlétl v říjnu 1936. Jednalo se o poslední dvouplošník navržený u společnosti OFM/IMAM.
Zatímco Ro.43 trpěl vážnými problémy, Ro.44 byl zcela neúspěšný. Od svého předchůdce se lišil instalací výzbroje dvou kulometů ráže 12,7 mm v přední části trupu, překonstruováním zadní části trupu, kde bylo odstraněno stanoviště pozorovatele, a změnami ocasních ploch. Celkové výkony zůstaly téměř shodné s Ro.43, ačkoliv Ro.44 byl manévrovatelnější. 
Ačkoliv teoreticky byl schopen stíhat stroje charakteru Fairey Swordfish a Fairey Seafox, jeho skutečné výkony, a vlastnosti na vodní hladině, byly tak špatné, že z 51 objednaných kusů bylo nakonec vyrobeno jen 35. Stroje byly nasazeny pouze v Egejském moři, kde 161a squadriglia (letka) počátkem druhé světové války operovala se sedmi exempláři typu, a brzy byly staženy z prvoliniové služby a přesunuty k výcviku.

## Uživatelé
- Italské království
  - Regia Aeronautica

## Specifikace
Údaje podle publikace War Planes of the Second World War:Volume Six Floatplanes

### Technické údaje
- Posádka: 1
- Délka: 9,72 m
- Rozpětí: 11,58 m
- Výška: 3,51 m
- Nosná plocha: 33,4 m²
- Prázdná hmotnost: 1 674 kg
- Maximální vzletová hmotnost: 2 226 kg (78 000 lb)
- Pohonná jednotka: 1 × hvězdicový motor Piaggio P.XR
- Výkon pohonné jednotky: 700 hp (520 kW)

### Výkony
- Maximální rychlost: 311 km/h
- Cestovní rychlost: 188 km/h
- Dolet: 1199 km
- Dostup: 7000 m
- Vytrvalost: 2 hodiny

### Výzbroj
- 2 × synchronizovaný kulomet Breda-SAFAT ráže 12,7 mm